# 听觉皮层
听觉皮层（英文：Auditory cortex）是位于颞叶的一部分大脑皮层（颞上回），在人类和其它脊椎动物中发挥处理听觉信息的功能，是听觉中枢的核心。作为听觉系统的一部分，听觉皮层行使基本及更高阶的听觉功能，譬如不同语言间的转换。
听觉皮层位于大脑皮层的两侧，传统认为在颞叶的上部（颞上回）。人的听觉皮层大致位于布罗德曼分区系统的41区 、42区以及部分22区。 单侧听觉皮层受损会导致轻微的听力损失，而双侧都受到破坏可能会导致皮质性耳聋（一种罕见的感觉神经性耳聋）。

## 结构
早前研究中，听觉皮质一般被分为初级（A1）和次级（A2）投影区域，也可进一步细分为各个关联区域。在现代的研究中，听觉皮层一般被分为核心区（包括初级皮层，A1）、带状区（belt；二级皮层，A2）和伞带区（parabelt；三级皮层，A3）。带状区紧靠着核心区，伞带区与带状区的侧面相邻。
除了通过听觉系统的较低级部分接收从耳朵输入的信号外，听觉皮质还可以将信号发送回这些区域，并与大脑皮质的其他部分相互连接。对啮齿动物、猫、猕猴和其他动物的研究提供了有关听觉皮质的部分数据。对于人体，磁共振成像（fMRI）、脑电图（EEG）和脑皮层电图都可为研究听觉皮质的结构和功能提供帮助。

### 发育
与新皮层中的许多区域一样，成年人的初级听觉皮层（A1）所拥有的功能特性高度取决于幼年时期接触到的声音。这些在利用动物模型研究中（尤其是猫和鼠）得以证实。

## 功能

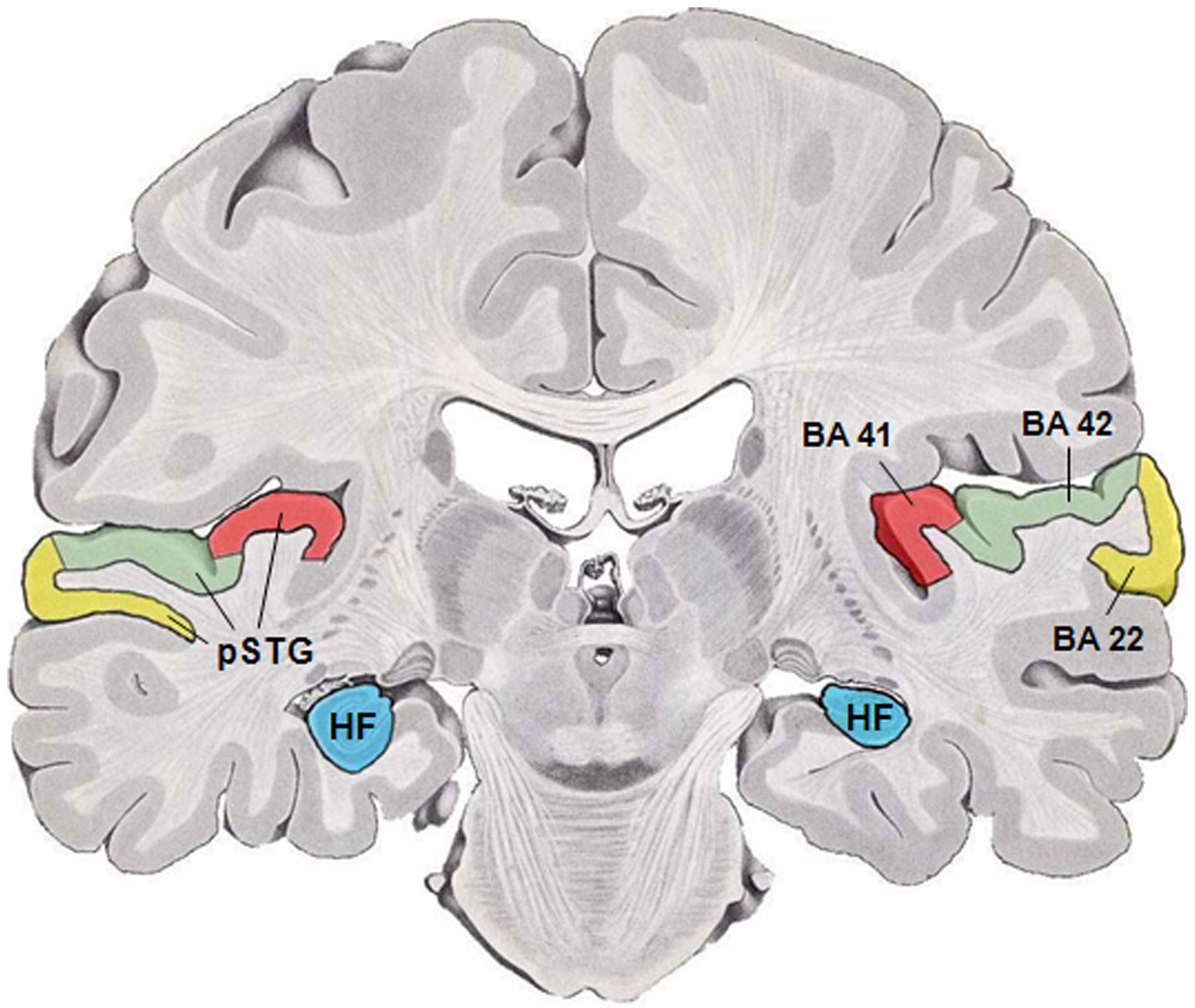
人脑的冠状面。BA41（红色）和BA42（绿色）是初级听觉皮层。BA22（黄色）是Brodmann区域22，HF（蓝色）是海马形成，pSTG是颞上回的后部。

与其他主要感觉皮层区域一样，只有在皮质区域接收和处理时，听觉才能达到感知。确凿证据的情况来自于病变的研究中谁已通过持续的伤害皮质区的人类患者的肿瘤或中风，或其中皮质区域是由手术损伤或其他方法无效动物实验。对人类的主要听觉皮层的损害导致了声音的丧失，但反射反射声音的能力仍然存在，因为在听觉脑干和中脑中存在大量的皮质下处理。
听觉皮质中的神经元根据他们最佳反应的声音频率进行组织。听觉皮层一端的神经元对低频响应最好; 另一方面神经元对高频响应最佳。有多个听觉区域（非常像视觉皮层中的多个区域），可以在解剖学上进行区分，并且基于它们包含完整的“频率图”。该频率图（称为tonotopic图）的目的是未知的，并且可能反映了根据声音频率布置耳蜗的事实。听觉皮层涉及到识别和分离听觉“对象”等任务，并确定空间声音的位置。
人脑扫描表明，当尝试识别音乐时，这个脑区域的外围位置是活跃的。单个细胞始终得到激发的声音在特定频率，或倍数是的频率。
听觉皮层在听觉中起着重要但不明确的作用。当听觉信息进入皮层时，究竟发生的具体情况还不清楚。听觉皮层的个体差异很大，正如生物学家詹姆斯·贝罗（James Beament）所指出的那样，他写道：“皮层太复杂了，我们可能希望的最大的原理就是理解它，因为我们已经有了证据表明没有两个皮质以完全相同的方式工作。“
在听觉过程中，多个声音同时传导。听觉系统的作用是决定哪些组件形成声音链接。许多人猜测，这种联系是基于声音的位置。然而，反射出不同的媒体，这使得这个思维不太可能当有声音的众多扭曲。听觉皮层基于基础形成分组; 例如，在音乐中，这将包括和声，时间和音调。
主要听觉皮层位于颞叶的颞上回，并延伸到外侧沟和颞横回（也称为Heschl's gyri）。然后由人类大脑皮质的顶叶和额叶进行最终声音处理。动物研究表明，大脑皮层的听觉区域从听觉丘脑中获得上升的输入，并且它们在相同的脑半球上相互连接。
听觉皮层由结构和功能彼此不同的领域组成。不同种类的田间数量有所不同，从啮齿动物中只有2 只，在恒河猴中多达15 只。目前，人类听觉皮层中的数字，位置和组织尚不清楚。关于人类听觉皮层的知识来自于从哺乳动物研究中获得的知识基础，包括灵长类动物，用于解释人类的电生理检测和功能成像研究。
当交响乐团或爵士乐队的每个乐器演奏相同的音符时，每个声音的质量是不同的 - 但音乐家会将每个音符视为具有相同的音高。大脑听觉皮质的神经元能够响应音调。et猴的研究表明，螺旋选择性神经元位于原发性听觉皮质前外侧边缘附近的皮层区域。在人类的最近的功能成像研究中也已经确定了这个位置的选音区域。
初级听觉皮层是受调制由许多神经递质，包括去甲肾上腺素，这已被证明是降低细胞兴奋在所有层颞叶皮层。α-1肾上腺素能受体激活通过去 甲肾上腺素降低AMPA 受体的谷氨酸能兴奋性突触后电位。

### 与听觉系统的关系

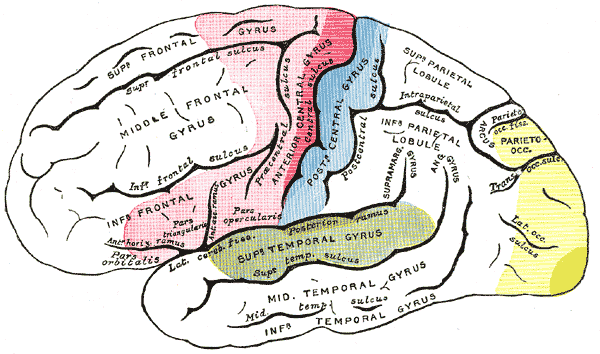
半球侧面定位区域。红色运动区域。一般感觉区域为蓝色。听觉区域呈绿色。视野区域呈黄色。

听觉皮层是大脑中最高级的声音处理单位。这个皮质区是听觉系统的核心，在人类语言和音乐方面扮演重要角色。听觉皮层分为三个部分：初级、次级和第三级听觉皮层。这些结构彼此同心地形成，其中初级皮层在第三级皮层的中部和外侧。
主要听觉皮层是tonotopically组织，这意味着皮层中的相邻细胞响应相邻的频率。频率排布映射整个最试镜电路的保留。初级听觉皮层从接收的直接输入内侧膝状核的的丘脑和因此被认为是识别音乐的基本元件，例如音高和响度。Klinke等人对先天性聋小猫的诱发反应研究利用局部场电位来测量听觉皮质中的皮质可塑性。对照（未刺激的先天性聋猫（CDC））和正常的听力猫刺激并测量这些小猫。人为刺激的CDC测量的场电位最终比正常的听力猫强得多。这个发现符合Eckart Altenmuller的一项研究，其中观察到接受音乐教学的学生比没有听力者的皮质活化更多。
听觉皮层对伽马波段的声音有不同的反应。当受试者暴露于40 赫兹的三或四个周期时，EEG数据中出现异常尖峰，这不是其他刺激物质。与这种频率相关的神经元活动的峰值不受听觉皮层的tonotopic组织的限制。理论上，伽马频率是大脑某些区域的共振频率，并且似乎也影响视觉皮质。伽玛带激活（25至100 Hz）已被证明是在感知事件感知和认知过程中存在的。在Kneif及其同事2000年的一项研究中，科目被赠送八首音乐到知名音乐，如扬基涂鸦和弗雷雅克。随机地，第六和第七笔记被省略，脑电图以及脑磁图被用于测量神经结果。具体来说，由受试者的寺庙测量由手头的听觉任务引起的γ波的存在。OSP反应或省略的刺激反应位于稍微不同的位置; 相对于成套装置，前7毫米，内侧13毫米，内侧13毫米。与完整的音乐组相比，OSP录音的特征也较低。在第六和第七个省略的笔记中引发的反应被假设为想象的，并且在特征上是不同的，特别是在右半球。右听觉皮层早已被证明是更敏感的音调，而左听觉皮层已被证明是在声音分钟顺序的差异，如在语音更加敏感。
音调在更多地方表现，而不仅仅是听觉皮质; 另一个特定区域是罗氏假性前额叶皮质（RMPFC）。Janata等人在2002年的研究中，通过fMRI技术探讨了在音调处理过程中活跃的大脑区域。该实验的结果显示了针对特定音调排列的RMPFC中特定体素的优先血氧水平依赖性激活。虽然这些体素的集合并不代表主体之间或多个试验中的主题相同的音调安排，但RMPFC（通常不与试听有关的区域）似乎在这方面代码立即进行音调调节，这是有趣且翔实的。RMPFC是内侧前额皮质的一个部分，可以投射到许多不同的领域，包括杏仁核，并被认为有助于抑制负面情绪。